# Deutsches Kameramuseum

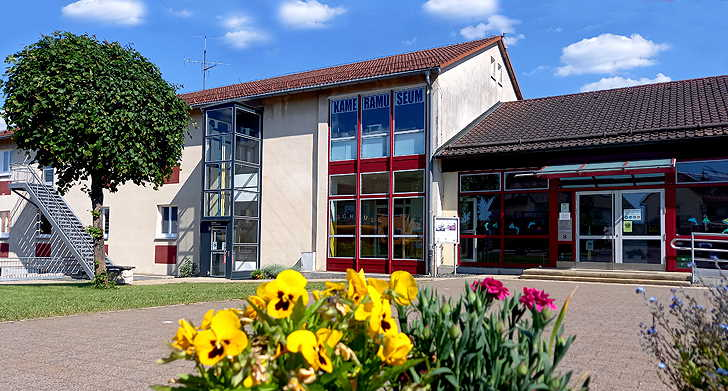
Das Deutsche Kameramuseum in Plech (Außenansicht)

Das Deutsche Kameramuseum ist ein Technik-Museum im bayerischen Plech, Landkreis Bayreuth. Erste Räume waren der Öffentlichkeit schon ab dem 4. Dezember 2011 zugänglich, zur feierlichen Eröffnung am 26. Mai 2012 (Pfingstsamstag) konnte der Ausstellungsraum auf über 250 Quadratmeter im Obergeschoss der Grundschule in Plech erweitert werden. In der Dauerausstellung werden fotografische Artikel aus aller Welt gezeigt, die durch regelmäßige Sonderausstellungen ergänzt werden. Seit September 2017 ist das gesamte Museum dank eines Außenaufzugs rollstuhlgerecht. Mehrere Fotoausstellungen pro Jahr, eine internationale Foto- und Filmbörse (immer am ersten Sonntag nach Pfingsten) sowie die Plecher Fototage mit Ausstellungen, Workshops und Sonderaktionen runden das Museumsprogramm ab.
Seit Januar 2020 sind das Logo des Deutschen Kameramuseums als gesetzlich geschützte Bildmarke und der Begriff „DEUTSCHES KAMERAMUSEUM“ als Wortmarke mit Bescheid des Deutschen Patent- und Markenamtes in München gesetzlich geschützt.

## Geschichte
Gründer und Initiator ist der Pegnitzer Kurt Tauber, Jahrgang 1951. Der in Dorfprozelten am Main geborene langjährige Journalist, Fotograf und Galerist sammelt seit Ende der 1970er Jahre fotografische Exponate jeglicher Art, die bis 2011 nur in seinem virtuellen Kameramuseum im Internet gezeigt wurden. 2008 wurde die treuhänderische (fiduziarische) „Stiftung Kameramuseum Kurt Tauber“ unter der Verwaltung der Marktgemeinde Plech gegründet, die die Exponate von Kurt Tauber besitzt sowie alle bisherigen Neuerwerbungen und die künftigen Neuzugänge, die im Plecher Museum aufbewahrt werden.
Am 26. April 2011 gründete sich der Förderverein Deutsches Kameramuseum in Plech e. V., als erster Vorsitzender wurde der Plecher Bürgermeister Karlheinz Escher, zum stellvertretenden Vorsitzenden Kurt Tauber gewählt. Der Förderverein betreibt das Museum, die entsprechenden Räumlichkeiten wurden von der Marktgemeinde Plech (im Obergeschoss der Grundschule der Gemeinde, Schulstraße 8) zur Verfügung gestellt.
Vorsitzender und Schatzmeister des Fördervereins ist seit der Hauptversammlung vom 24. Juni 2021 Thomas Wanka (Bayreuth), stellvertretender Vorsitzender und technischer Leiter Andreas Wolf (Bindlach), Museumsleiter Kurt Tauber, der in dieser Versammlung auch zum ersten und bislang einzigen Ehrenmitglied ernannt wurde.

## Ausstellung

### Der Kamerasaal
Von der deutschen Agfa Box bis zur schwedischen Hasselblad, von der legendären Leica bis zur billigen Pocket-Werbe-Kamera, von einer der ersten Spiegelreflexkameras Marke Voigtländer in der Größe zweier Schuhkartons bis zur berühmten James-Bond-Spionagekamera Minox sind viele bekannte und unbekannte Fotoprodukte in den Vitrinen dieser Abteilung im Original zu bestaunen. Stereokameras und speziell Produkte aus der früheren DDR nehmen hier einen breiten Raum ein.
Einige besondere Exponate und Angebote:
- Eigene Vitrinen für viele internationalen Kameramarken von Agfa bis Leitz, von Rollei bis Kodak (mit Erweiterung im benachbarten Kino- und Projektionssaal)
- Zeitschiene 1839 bis jetzt, die in neun Vitrinen die Entwicklung der Kameratechnik präsentiert
- Mechanische Hochgeschwindigkeitskamera Pentacon Pentazet 35 ZL 1 mit 40.000 (!) Bildern pro Sekunde aus der früheren DDR
- Kleinstbildkamera Schatz & Söhne „Sola“ (1939), bisher ist nur ein Dutzend Exemplare weltweit bekannt
- Die erste „Reporterkamera“ Ermanox (1924) für Innenaufnahmen ohne Blitzgerät
- Pocket Icelandair – Pocket-Flugzeugkamera „Icelandair“ (1998)
- Voigtländer Spiegelreflexkamera – frühzeitliche Spiegelreflexkamera im Format 12 cm × 16½ cm (1908)
- Frühe Digitalkameras und Wegbereiter der Digitalkameras - Sony Mavica, Canon ION, Kodak Nikon DCS 620 und mehr
- Ein Planox-Heidoplast-Stereobildbetrachter von Franke & Heidecke (Rollei), der beweist, dass 3-D-Fotos keine Erfindung der heutigen Zeit sind, sondern schon in den 1920er Jahren in den gutbürgerlichen Wohnzimmern für Begeisterung sorgten
- Original dekorierter Arbeitsplatz eines Kameramechanikers aus Pforzheim, der so gut wie alle mechanischen Foto und Filmapparate reparieren konnte

### Repro, Labor und Großgeräte

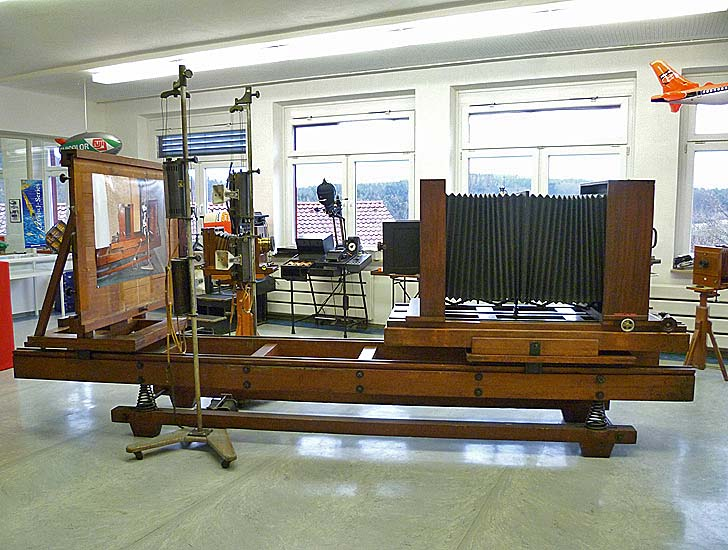
Falz und Werner Reprokamera (Baujahr 1928)

In der Abteilung Reprotechnik, Labor und Großgeräte dominiert die Falz & Werner, eine 4,40 Meter lange Reprokamera aus Holz (Baujahr 1928) mit einem Negativformat von 70 cm × 70 cm, den sieben mal zehn Meter großen Saal. Hier werden auch weitere Großbild- und Studiokameras, Laborgeräte und diverse außergewöhnliche Geräte wie eine Zeiss-Luftbildkamera mit dem Negativformat 18 cm × 18 cm oder der ersten „Selfie-Automat“ Robot Primafot von 1958 präsentiert.
In diesem Ausstellungssaal befinden sich auch zwei große Vitrinen mit besonderen Exponaten, die an das 2019 nach 25-jährigem Bestehen aufgelöste renommierte Zeiler Photomuseum in Zeil am Main erinnern sollen.

### Ladengeschäft Photo Fischer Rhauderfehn

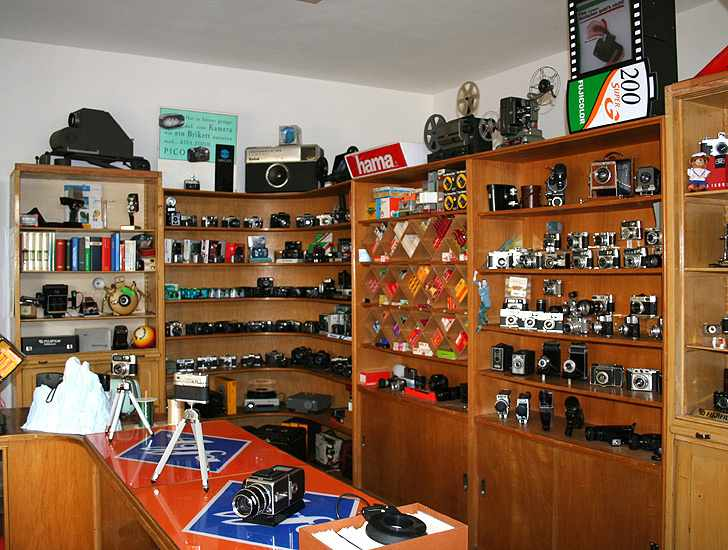
Deutsches Kameramuseum – Ladengeschäft Photo Fischer Rhauderfehn

In dieser Abteilung wird eine besondere Installation gezeigt: Dem Deutschen Kameramuseum ist es gelungen, ein komplettes Fotogeschäft (mit Möbeln aus dem Jahre 1956) zu retten. Einrichtung und sonstiges Interieur des ehemaligen Fotofachgeschäfts Photo Fischer aus Rhauderfehn in Ostfriesland wurden im Jahre 2007 nach dem Tod des letzten Inhabers nach Plech gebracht und mit Originaldekorationen neu aufgebaut – einschließlich vieler der damals angebotenen Fotoartikel, der früheren Filmbestelltüten, Firmenstempel, Einkaufstüten aus Plastik, des Geschenkeinwickelpapiers und der Original-Leuchtreklamen.

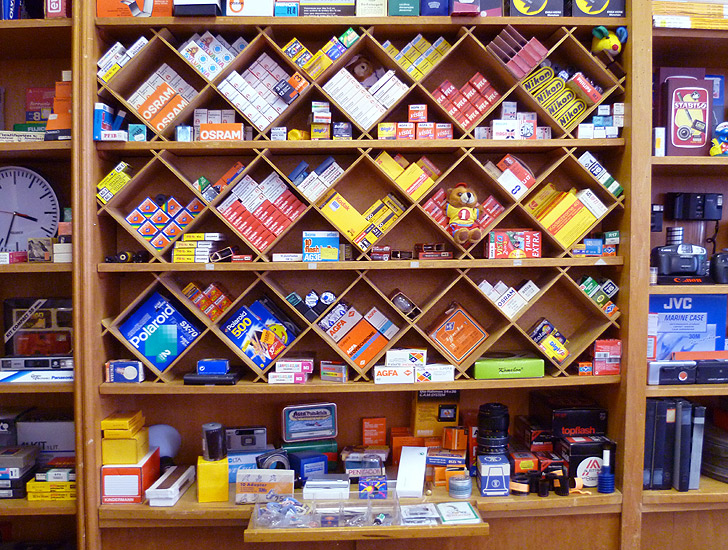
So sieht das typische Rauten-Regal mit den verschiedenen Filmtypen und Blitzbirnchen heute im Plecher Museum aus - absolut „originalgetreu nachempfunden“ und reich bestückt.

### Kino und Projektion

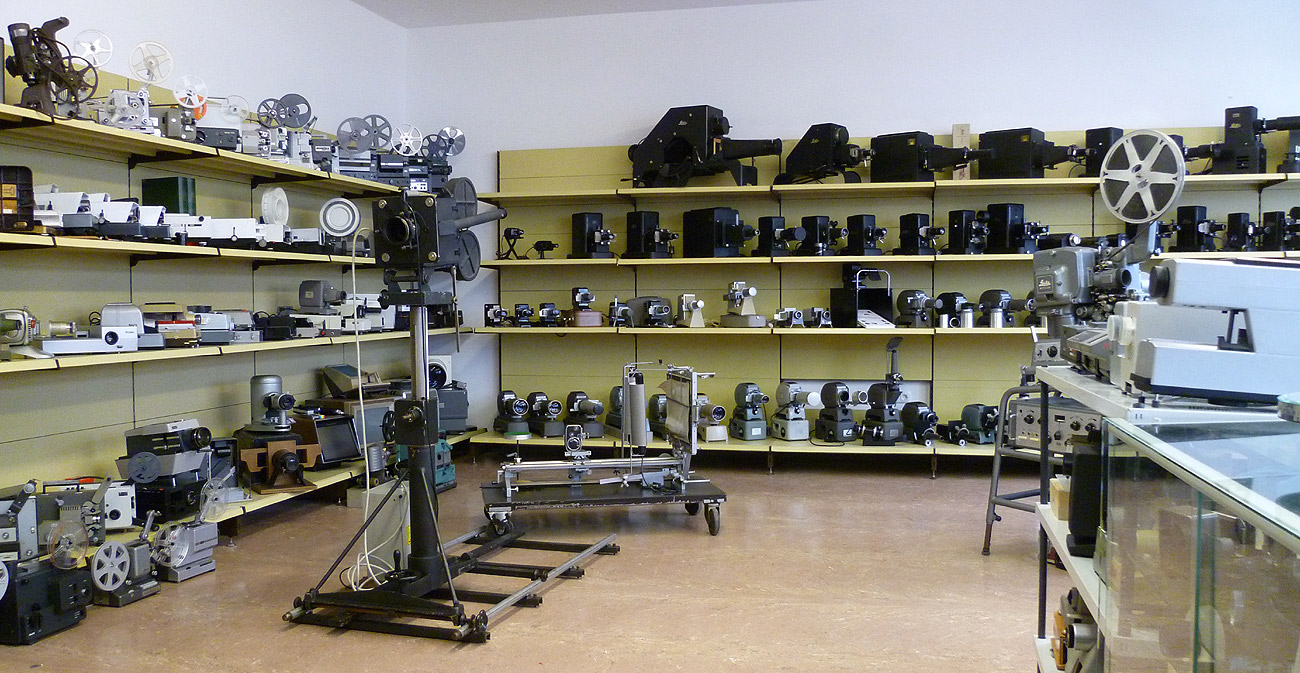
Blick in den Saal Film & Projektion: Links die Filmprojektoren, hinten die über 100 Leitz-Projektoren aus der Sammlung Albert Schnelle.

Glanzstücke dieser Abteilung sind u. a.:
- Noch voll funktionsfähige Trickfilmanlage Richard Crass (1967) mit 16- und 35-mm-Kameras vom WDR in Köln
- Sammlung von über 100 Diaprojektoren, Laterna magicae und Episkope aus dem Museumsbestand von über 800 Exemplaren. Darunter Dutzende Leitz- und Leica-Diaprojektoren aus der Sammlung Albert Johann Schnelle. Die Sammlung Schnelle umfasst mit über 100 Exponaten fast alle wichtigen je von Leitz/Leica gebauten Diaprojektoren
- Über 100 Filmprojektoren aller Formate vom Kinderspielzeug bis zum riesigen Projektor für 35-mm-Kinofilme der Firma Frieseke & Hoepfner aus Erlangen (1949–1953)
- Filmkameras aus über 100 Jahren bis hin zur Bolex H 16 und der legendären 16-mm-Kamera Arriflex 16 ST (sogar mit dem Schallschutzgehäuse, dem sogenannten Blimp)
- In diesem Saal befinden sich auch ein Dutzend Vitrinen mit Fotokameras, darunter zwei Vitrinen mit den Highlights einer 2021 erworbenen Agfa-Sammlung, die alleine 3.000 Einzelposten auflistet

### Archiv
Das Archiv umfasst neben den aus Platzgründen nicht zeigbaren Exponaten:
- Geräte-Sammlung und Archiv der Nürnberger Firmen Carl Braun (Kameras, Diaprojektoren) und Foto Quelle (Revue) mit über 75 Foto-Quelle-Katalogen
- Über 25.000 Original-Bedienungsanleitungen im Archiv, davon mehr als 3.500 online recherchierbar, hunderte von Fachbüchern und Zeitschriften
- Tausende Fotoapparate und Aberhunderte Filmkameras, Projektoren, Objektive – darunter 1.500 verschiedene Pocketkameras aus aller Welt
- Tausende Stereo-Aufnahmen auf Glasplatten und Mittelformatdias aus aller Welt
- Nachlass des Ansichtskartenverlags Riegel aus Röthenbach bei Nürnberg: Tausende von Ansichtskarten und Negativen

### Bestand
Zurzeit (Sommer 2022) gehört zum Bestand der Stiftung Kameramuseum Kurt Tauber unter anderem folgende Exponate:
| Sammelgebiet/Thema                                     | Bestand (ca.)                                                           | darunter in der Ausstellung                           | Bemerkungen/Besonderheiten |
| ------------------------------------------------------ | ----------------------------------------------------------------------- | ----------------------------------------------------- | --- |
| Fotokameras                                            | 7.500 (davon über 2.000 Pocketkameras und einige hundert Einwegkameras) | über 2.500                                            | Stereo-, Panorama-, Großbild-, Luftbild-, Bausatzkameras etc. |
| Filmkameras                                            | 1000                                                                    | über 200                                              | von Normal-8-Kamera bis zur 35-mm-Kino-Kamera – Besonderheit: Crass-Trickfilmtisch mit 16- und 35-mm-Kameras                                                            |
| Wechselobjektive, Blitzgeräte, Zubehör                 | 3.000                                                                   | über 500                                              | |
| Diaprojektoren                                         | 800                                                                     | über 150                                              | Darunter über 100 Leitz- und Leica-Projektoren aller Epochen; sechs Hasselblad-Überblendprojektoren mit komplett vertonten Stereo-Diavorträgen im Diaformat 6 cm × 6 cm |
| Filmprojektoren                                        | 500                                                                     | über 100                                              | für Filme von 9,5 mm bis 35 mm, Besucher können im Museum ihre Filme mit den Museumsgeräten nach Absprache anschauen                                                    |
| Fotografien, Dias                                      | viele tausend                                                           | über 100                                              | |
| Stereo-Bilder, -Dias                                   | 6.000                                                                   | 200                                                   | |
| Fachbücher, Broschüren, Zeitschriften                  | 5.000                                                                   | Bibliothek                                            | |
| Kataloge (Versandhäuser u. a. Foto-Quelle, Neckermann) | 150                                                                     | digitalisiert über 80 - im Internet recherchierbar    | |
| Bedienungsanleitungen                                  | 25.000                                                                  | digitalisiert über 3.500 - im Internet recherchierbar | |

## Virtuelles Museum
Nicht erst seit dem Besuchereinbruch durch die COVID-19-Pandemie forciert das Deutsche Kameramuseum seine Internetpräsenz, die mittlerweile einen Umfang von mehreren Tausend Seiten umfasst, darunter ein moderner Audioguide mit 37 Stationen, kostenlos abrufbar sowohl von daheim als auch per Smartphone beim Museumsbesuch selbst. Die erste Homepage ist seit etwa 1997 online. Inzwischen (Sommer 2022) besteht das Museumsweb aus rund 30.000 Dateien, darunter über 16.000 Fotos und Abbildungen. Das System beinhaltet 8.700 externe und gut 90.000 interne Hyperlinks. Zurzeit werden durchschnittlich über 40.000 Sessions und 220.000 Seitenaufrufe pro Monat gezählt.
Im September 2022 ging die neue Webseite des Museums online, die in moderner CMS-Technik gleichzeitig eine Datenbank aller im realen Museum vorhandenen oder im virtuellen Museum erfassten Exponate darstellt. Alle Objekte des bisherigen Webs werden Zug um Zug ins neue System übertragen, das auch umfangreiche digitale Ausstellungen bestimmter Themen beinhaltet. User können den Bestand nach einem Dutzend verschiedener Merkmale mit Dutzenden von Eigenschaften online durchsuchen und so schnell zum gewünschten Exponat gelangen. Bis dahin sind die bisherigen Inhalte unter der Domain www.kameramuseum.net noch erreichbar.

## Auszeichnungen
- Förderpreis des Kulturpreises 2014 des Landkreises Bayreuth[8] (am 1. August 2014 im Rahmen des Landkreisempfangs im Landratsamt Bayreuth verliehen)